# ジェフリー・マッサ
ジェフリー・マッサ（Geofrey Massa、1986年2月19日 - ）は、ウガンダの元サッカー選手。元ウガンダ代表。現役時代のポジションはFW。

## クラブ歴
2004年にポリスFCで選手となった。その後エジプトや南アフリカ共和国、北キプロス・トルコ共和国のクラブに所属した。

## 代表歴
2005年9月4日の2006 FIFAワールドカップ・アフリカ予選・ガーナ代表戦で代表初出場。同年12月1日のCECAFAカップで代表初得点。